# Chelsea Hayes
Chelsea Alicia Hayes (ur. 9 lutego 1988 w Nowym Orleanie) – amerykańska lekkoatletka specjalizująca się w biegach  sprinterskich i skoku w dal.
Medalistka mistrzostw Stanów Zjednoczonych i mistrzostw NCAA.

## Osiągnięcia
| Rok  | Impreza              | Miejsce | Konkurencja | Lokata            | Wynik |
| ---- | -------------------- | ------- | ----------- | ----------------- | ----- |
| 2012 | Igrzyska olimpijskie | Londyn  | skok w dal  | el. – 15. miejsce | 6,37  |

## Rekordy życiowe
- Bieg na 60 metrów (hala) – 7,24 (2012)
- Bieg na 100 metrów – 11,15 (2012)
- Skok w dal (stadion) – 7,10 (2012)
- Skok w dal (hala) – 6,61 (2012)